# YARV
YARV (Yet Another Ruby VM) är den officiella bytekod-tolken till programspråket Ruby, som utvecklades Koichi Sasada. Målet med projektet var att minska exekveringstiden för Ruby-program, vilket man även lyckades med – vid jämförelser mellan Ruby 1.8 och 1.9 har YARV visat sig snabba upp program med upp till tio gånger den tidigare hastigheten.

## Fotnoter
1. ↑  ”Benchmarks: Ruby 1.8 and Ruby 1.9”. RubyChan.de. Arkiverad från originalet den 5 januari 2007. https://web.archive.org/web/20070105162940/http://www.rubychan.de/share/yarv_speedups.html. Läst 2 augusti 2008.